# Dược sĩ

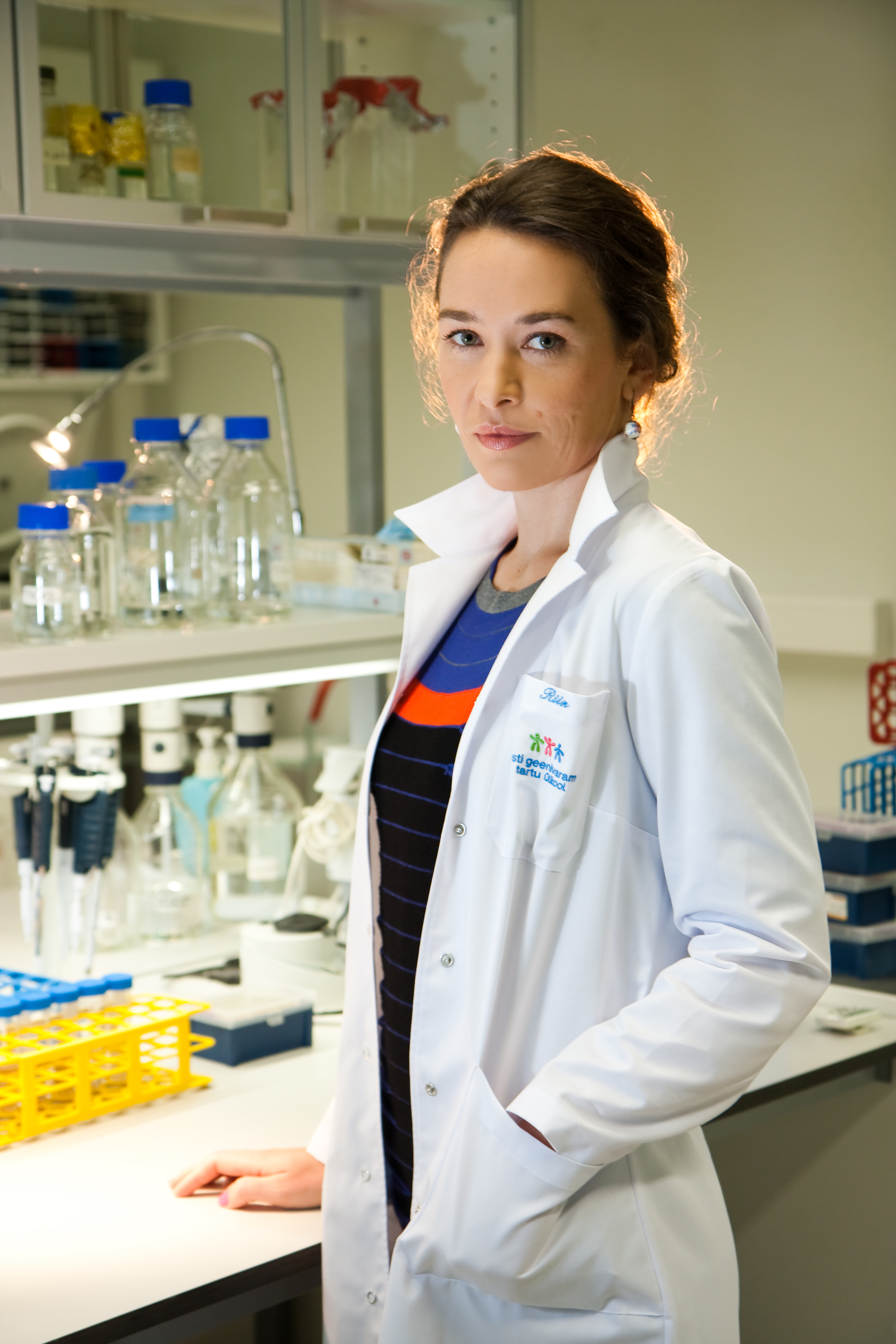
Một dược sĩ ở Tartu (Estland)

Dược sĩ là những người thực hành nghề dược (làm công tác chuyên môn về dược hoặc hành nghề dược) trong ngành y tế. Họ cũng tham gia vào quá trình quản lý bệnh tật qua việc tối ưu hóa và theo dõi việc điều trị dùng thuốc hoặc giải thích các kết quả xét nghiệm lâm sàng, thông qua kết hợp với thầy thuốc hoặc các nhân viên y tế khác.

## Tổng quan
Tại các cơ sở khám chữa bệnh các dược sĩ (dược sĩ lâm sàng) giới thiệu các thuốc mới (đặc biệt là thuốc kê đơn) cho các thầy thuốc, hoặc tư vấn về sử dụng thuốc và sức khỏe cho người dân và cộng đồng nơi nhà thuốc hoạt động (dược sĩ làm việc tại các nhà thuốc cộng đồng-nhà thuốc cộng đồng là những nơi chúng ta vẫn thấy bán lẻ thuốc thành phẩm). Các dược sĩ cũng là một chuyên gia về thuốc, chuyên gia về các xét nghiệm sinh hóa cận lâm sàng khi tham gia vào quyết định dùng thuốc ở các trường hợp đặc biệt trong các cơ sở trên (dược sĩ tham gia hội đồng tư vấn thuốc và điều trị).
Ngoài ra dược sĩ còn làm việc trong ngành sản xuất dược phẩm (công nghiệp bào chế), ngành kinh doanh (phân phối và cung ứng thuốc), các cơ sở kiểm tra chất lượng thuốc (kiểm nghiệm thuốc Quality Control QC) hoặc công tác đảm bảo chất lượng thuốc (Quality Assurance QA) tại các cơ sở sản xuất kinh doanh dược phẩm, dược sĩ cũng làm việc tại các cơ sở bảo quản thuốc, nghiên cứu thuốc mới (Research and Development), quản lý nhà nước, giảng dạy tại các cơ sơ đào tạo Y Dược và trong quân đội.

## Bằng cấp
Ở Mỹ từ năm 1992, bằng dược sĩ được chuyển đổi lên thành bằng tiến sĩ dược. Sinh viên có thể theo học trong 6 năm nhưng phần lớn trường dược ở Mỹ nhận đào tạo sinh viên trong 4 năm sau khi ứng cử viên đã có bằng tốt nghiệp đại học. Hiện có hai chuyên ngành hoạt động phổ biến: thứ nhất là tiến sĩ dược cộng đồng làm việc tại nhà thuốc cộng đồng và thứ hai là tiến sĩ dược lâm sàng làm việc tại các bệnh viện, các trung tâm chăm sóc sức khỏe. Cả hai đều là thành phần chính thực hiện chăm sóc bằng thuốc hoặc còn gọi là chăm sóc dược phẩm (Pharmaceutical Care), một khái niệm mới trong hướng dẫn sử dụng thuốc.
Ở Việt Nam hiện nay để trở thành dược sĩ sinh viên phải vào học tại các trường đại học đào tạo về dược thuộc hệ thống đào tạo nhân lực ngành Y tế. Họ có thể học 5 năm đối với sinh viên đào tạo chính quy dài hạn, 4 năm với sinh viên đã có bằng trung cấp Dược, 2 năm 6 tháng đối với người có bằng cao đẳng (hai hệ này gọi là dược sĩ chuyên tu), 2 năm đối với người có bằng đại học chính quy dài hạn các ngành bác sĩ y khoa, sinh học, hóa học (của các trường Đại học Khoa học tự nhiên, Bách khoa, Đại học Y - các trường có cùng đầu vào tương đương-hệ này gọi là văn bằng 2). Tốt nghiệp các khóa đào tạo này sinh viên được cấp bằng dược sĩ đại học. Những hệ đào tạo này không có hệ vừa học vừa làm mà phải là hệ chính quy tập trung. Dược sĩ đại học (Bachelor of Science in Pharmacy - BS in Pharmacy hoặc Bpharm).
Các hệ sau đại học và trên đại học hiện nay ở Việt Nam có thạc sĩ (MS-Master), tiến sĩ (Doctor of Philosophy - PhD), dược sĩ chuyên khoa I (Postgraduate education junior - PGJ) được học để chuyển đổi sang thạc sĩ theo các điều kiện của Bộ Giáo dục đào tạo và của Bộ Y tế: thi đầu vào tích lũy đủ các tín chỉ, dược sĩ chuyên khoa II (Postgraduate education senior - PGS được học để chuyển đổi sang tiến sĩ theo các điều kiện vừa nêu. Hệ dược sĩ chuyên khoa nên dịch sang tiếng Anh là Postgraduate education - PG. Một số dược sĩ dịch dược sĩ chuyên khoa là Specialist đây là hệ đào tạo tại Liên Xô (специалист) cũ không không tương ứng với hệ đào tạo ở các nước nói tiếng Anh.
Hiện nay Việt Nam chưa thực hiện được đào tạo Tiến sĩ Khoa học Dược (Doctor of Science in Pharmacy hay Doctor of Pharmacy-PharmD). Sau Cách mạng Tháng Tám đến nay, Trường Đại học Dược Hà Nội - Trung tâm đào tạo lớn nhất và cũng là trung tâm học thuật lớn nhất nước về dược chỉ có 4 tiến sĩ khoa học, 2 đào tạo ở Liên Xô, 2 đào tạo ở Đông Đức.

## Chứng chỉ
Để đăng ký hành nghề ở các nước người tốt nghiệp đại học dược phải có thời gian thực hành thường là một năm, sau đó phải nộp đơn cho Hội Dược sĩ và phải thi lấy chứng chỉ để hành nghề. Kỳ thi khá khó vì phải gắn kiến thức hàn lâm đã học với thực tế thực hành nghề.
Ở Việt Nam muốn có chứng chỉ hành nghề sau khi tốt nghiệp đại học các dược sĩ phải có 5 năm kinh nghiệm nghề nghiệp tại các cơ sở dược hợp pháp (hoặc hai năm với vùng khó khăn-vùng sâu vùng xa). Sau đó tới Sở Y tế nơi mình đăng ký hành nghề làm thủ tục đăng ký để được cấp chứng chỉ hành nghề (không phải thi). Trước khi có nghị định Nghị định số 89/2012/NĐ-CP của Chính phủ và các văn bản hướng dẫn của Bộ Y tế: Sửa đổi, bổ sung một số điều của Nghị định số 79/2006/NĐ-CP các văn bản hướng dẫn của Bộ Y tế chứng chỉ hành nghề chỉ có giá trị năm năm (hết hạn phải gia hạn và nộp một khoản lệ phí gia hạn), tỉnh nào cấp thì chỉ có giá trị ở tỉnh đó. Sau khi sửa đổi chứng chỉ hành nghề cấp một lần và có giá trị toàn quốc.

## Tổ chức nghề nghiệp
Ở các nước các dược sĩ bắt buộc phải tham gia các tổ chức xã hội nghề nghiệp mới được hành nghề. Một trong các hiệp hội nghề nghiệp ở Mỹ là American Pharmacists Association, ở Anh là Royal Pharmaceutical Society of Great Britain (RPSGB. Các tổ chức đó được nhà nước chỉ định cấp phép chứng chỉ hành nghề và giám sát hoạt động của dược sĩ như: thanh kiểm tra hành nghề, đào tạo liên tục, đạo đức hành nghề, (như y đức với bác sĩ y khoa). Trên bình diện quốc tế một trong các cơ quan đại diện cho quyền lợi của các dược sĩ như Liên Đoàn Dược Phẩm Quốc tế International Pharmaceutical Federation (FIP). Trụ sở chính tại The Hague Hà Lan các khu vực đều có chi nhánh gọi là diễn đàn. Hội Dược học Việt Nam Vietnamese Pharmaceutical Association Lưu trữ ngày 1 tháng 2 năm 2014 tại Wayback Machine là thành viên của tổ chức này sinh hoạt tại Diễn đàn Dược Phẩm Khu vực Tây Thái Bình Dương the Western Pacific Pharmaceutical Forum:-WPPharm Forum.
Ở Việt Nam Hội Dược học được thành lập ở trung ương, các tỉnh đều có hội dược học các tỉnh. Nhưng vai trò của Hội Dược học mờ nhạt không có tiếng nói đáng kể đối với cơ quan quản lý và trong việc giám sát hội viên hành nghề cũng như bênh vực quyền lợi chính đáng cho hội viên.
Ngoài ra có Cộng đồng Dược Việt Nam, Hiệp hội Sản xuất Kinh doanh dược phẩm, Hiệp hội Dược liệu nói chung tổ chức và vai trò cũng như Hội Dược học.